# Metakomunikace
Metakomunikace je typ sdělování / přenosu / předávání informací / informačních obsahů / významů probíhající jako součást komunikačního procesu v rámci slovní (verbální) komunikace na úrovni extralingvistických (paralingvistických) obsahů, faktorů či znaků, jako je zabarvení hlasu, hlasová intonace, modulace řeči, pauzy a zámlky v řeči, nebo neverbálních výrazových (expresívních) prostředků, jako je mimika, gestikulace, držení či pohyby těla nebo jeho částí (posturologie).
Někdy bývá metakomunikace zaměňována s mimoslovní (neverbální) komunikací, tvořící samostatný způsob (typ) dorozumívání.
Význam sdělení se nemusí vždy krýt s obsahem, vyplývá z kontextu situace nebo z intonace. Metakomunikace používá prostředky, které upřesňují nebo mění následující nebo současně probíhající komunikační činnost. Metakomunikace tak může měnit význam celého sdělení, záleží na smyslu a pochopení tohoto sdělení nejen v komunikační, ale i v metakomunikační rovině.
Např. věta "Zabiju Tě!" zpravidla neznamená ani tak opravdový úmysl někoho zavraždit, jako spíše rozčilení, znechucení apod.